# Nhiên liệu tảo

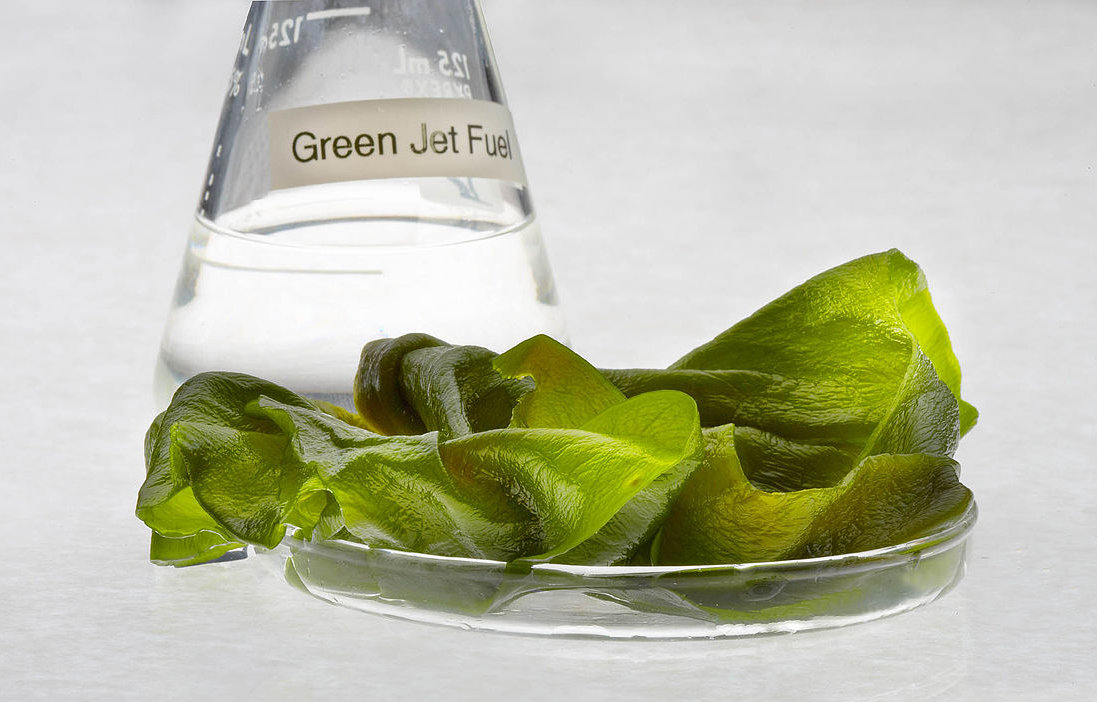
Một cái bình đáy rộng chứa nhiên liệu máy bay "xanh" làm từ tảo

Nhiên liệu tảo, nhiên liệu sinh học tảo hay dầu tảo là một loại nhiên liệu thay thế cho nhiên liệu hóa thạch lỏng. Loại nhiên liệu này sử dụng tảo làm nguồn dầu giàu năng lượng. Đồng thời, nhiên liệu tảo cũng là một sự thay thế cho nguồn nhiên liệu sinh học được biết tới phổ biến như ngô và mía. Một vài công ty và trung gian chính phủ khác nhau đang nỗ lực giảm chi phí vốn và sản xuất để giúp việc sản xuất nhiên liệu tảo khả thi về mặt thương mại. Giống như nhiên liệu hóa thạch, nhiên liệu tảo cũng thải ra CO2 khi bị đốt cháy, nhưng không giống như nhiên liệu hóa thạch, nhiên liệu tảo và các loại nhiên liệu sinh học khác chỉ thải CO2 mà trước đó đã bị lấy đi từ khí quyển thông qua chu trình quang hợp khi tảo hoặc thực vật đó phát triển. Khủng hoảng năng lượng và khủng hoảng thực phẩm trên thế giới đã làm lóe lên những mối quan tâm đối với ngành trồng tảo để tạo ra diesel sinh học và các loại nhiên liệu sinh học khác sử dụng những mảnh đất không phù hợp cho nông nghiệp. Trong số các đặc tính hấp dẫn của nhiên liệu tảo thì có việc chúng có thể phát triển với tác động tối thiểu lên nguồn nước ngọt, có thể được sản xuất sử dụng nước mặn và nước thải, có điểm bốc cháy cao, và có thể phân hủy sinh học và khá vô hại với môi trường nếu bị tràn. Tảo tốn kém mỗi đơn vị thể tích nhiều hơn là các cây trồng nhiên liệu sinh học thế hệ thứ hai do giá thành sản xuất và vốn cao, nhưng được khẳng định là cho ra nhiều nhiên liệu hơn từ 10 đến 100 lần mỗi đơn vị diện tích. Bộ Năng lượng Hoa Kỳ ước tính rằng nếu nhiên liệu tảo thay thế tất cả nhiên liệu xăng dầu trên nước Mỹ thì sẽ cần 15.000 dặm vuông Anh (39.000 km2), tức là chỉ 0,42% diện tích nước Mỹ, hoặc khoảng một nửa vùng đất Maine. Con số này ít hơn 1⁄7 diện tích trồng ngô tại Mỹ vào năm 2000.